# Луценко, Иван Акимович
Иван Акимович Луценко (укр. Іван Якимович Луценко; 12 октября 1912 года, село Отрадовка — 9 января 1993 года, Херсон, Украина) — колхозник, комбайнёр колхоза «Степной» Новотроицкого района Херсонской области. Герой Социалистического Труда (1966).

## Биография
Родился 12 октября 1912 года в многодетной крестьянской семье в селе Отрадовка. Окончил начальную школу в родном селе. В 1931 году окончил школу механизаторов по специальности тракторист-машинист. До Великой Отечественной войны работал механизатором на Сивашской МТС. В 1941 году был призван на фронт. Демобилизовался в 1942 году после ранения. Работал механиком колхозной мельницы.
С 1943 по 1957 года — машинист Сивашской МТС. С 1958 по 1974 года — механизатор колхоза «Степной» в селе Отрадовка. Прославился рекордными намолотами зерновых. Ежегодно во время жатвы обмолачивал прицепным комбайном «РСМ-8» по 12000 — 16000 центнеров зерна.
В 1966 году удостоен звания Героя Социалистического Труда за выдающиеся трудовые достижения.
После выхода на пенсию проживал в городе Херсон, где скончался в 1993 году. Похоронен на Аллее Почёта Центрального кладбища в Херсоне.

## Награды
- Герой Социалистического Труда — указом Президиума Верховного Совета СССР от 23 июня 1966 года
- Орден Ленина
- Орден Октябрьской Революции (1967)